# Circuit de la Sarthe 2017
La 65e édition du Circuit de la Sarthe a eu lieu du 4 au 7 avril 2017. Elle fait partie du calendrier UCI Europe Tour 2017 en catégorie 2.1.

## Présentation

### Équipes
| WorldTeams (3)- AG2R La Mondiale - FDJ - Movistar Team Équipes continentales professionnelles (13)- Androni Giocattoli - Aqua Blue Sport - Cofidis, Solutions Crédits - Delko Marseille Provence KTM - Direct Énergie - Fortuneo-Vital Concept - Gazprom-RusVelo - Manzana Postobón - Novo Nordisk - Roompot-Nederlandse Loterij - Sport Vlaanderen-Baloise - Wanty-Groupe Gobert - WB-Veranclassic-Aqua Protect |
| |

## Étapes
| Étape     | Date   | Villes étapes                     | type                        | Distance (km) | Vainqueur d'étape | Leader du classement général |
| --------- | ------ | --------------------------------- | --------------------------- | ------------- | ----------------- | ---------------------------- |
| 1re étape | 4 avr. | Pouzauges – Pouzauges             | étape vallonnée             | 173,2         | Justin Jules      | Justin Jules                 |
| 2e étape  | 5 avr. | Ligné – Angers                    | étape de plaine             | 99,8          | Bryan Coquard     | Justin Jules                 |
| 3e étape  | 5 avr. | Angers – Angers                   | contre-la-montre individuel | 6,8           | Alex Dowsett      | Alex Dowsett                 |
| 4e étape  | 6 avr. | Angers – Pré-en-Pail-Saint-Samson | étape vallonnée             | 190,3         | Lilian Calmejane  | Lilian Calmejane             |
| 5e étape  | 7 avr. | abbaye de l'Épau – Saint-Calais   | étape vallonnée             | 186,8         | Bryan Coquard     | Lilian Calmejane             |

## Déroulement de la course

### 1reétape
| \| Classement de l'étape \| Classement de l'étape \| Classement de l'étape \| Classement de l'étape \| Classement de l'étape \| \| Coureur \| Coureur \| Pays \| Équipe \| Temps \| \| --------------------- \| --------------------- \| --------------------- \| ---------------------------- \| --------------------- \| \| 1er \| Justin Jules \| France \| WB-Veranclassic-Aqua Protect \| 4 h 15 min 43 s \| \| 2e \| Arthur Vichot \| France \| FDJ \| + 0 s \| \| 3e \| Andrea Vendrame \| Italie \| Androni-Sidermec-Bottecchia \| + 0 s \| \| 4e \| Lilian Calmejane \| France \| Direct Énergie \| + 0 s \| \| 5e \| Roman Maikin \| Russie \| Gazprom-RusVelo \| + 0 s \| \| 6e \| Alex Kirsch \| Luxembourg \| WB-Veranclassic-Aqua Protect \| + 0 s \| \| 7e \| Clément Venturini \| France \| Cofidis, Solutions Crédits \| + 0 s \| \| 8e \| Nick van der Lijke \| Pays-Bas \| Roompot-Nederlandse Loterij \| + 0 s \| \| 9e \| Romain Hardy \| France \| Fortuneo-Vital Concept \| + 0 s \| \| 10e \| Julien Simon \| France \| Cofidis, Solutions Crédits \| + 0 s \| |                    |            |                              |                 |
| |                    |            |                              |                 |
| |                    |            |                              |                 |
| Classement de l'étape |                    |            |                              |                 |
| Coureur | Coureur            | Pays       | Équipe                       | Temps           |
| 1er | Justin Jules       | France     | WB-Veranclassic-Aqua Protect | 4 h 15 min 43 s |
| 2e | Arthur Vichot      | France     | FDJ                          | + 0 s           |
| 3e | Andrea Vendrame    | Italie     | Androni-Sidermec-Bottecchia  | + 0 s           |
| 4e | Lilian Calmejane   | France     | Direct Énergie               | + 0 s           |
| 5e | Roman Maikin       | Russie     | Gazprom-RusVelo              | + 0 s           |
| 6e | Alex Kirsch        | Luxembourg | WB-Veranclassic-Aqua Protect | + 0 s           |
| 7e | Clément Venturini  | France     | Cofidis, Solutions Crédits   | + 0 s           |
| 8e | Nick van der Lijke | Pays-Bas   | Roompot-Nederlandse Loterij  | + 0 s           |
| 9e | Romain Hardy       | France     | Fortuneo-Vital Concept       | + 0 s           |
| 10e | Julien Simon       | France     | Cofidis, Solutions Crédits   | + 0 s           |

| \| Classement général \| Classement général \| Classement général \| Classement général \| Classement général \| \| Coureur \| Coureur \| Pays \| Équipe \| Temps \| \| ------------------ \| ------------------ \| ------------------ \| ---------------------------- \| ------------------ \| \| 1er \| Justin Jules \| France \| WB-Veranclassic-Aqua Protect \| 4 h 15 min 33 s \| \| 2e \| Ángel Madrazo \| Espagne \| Delko-Marseille Provence-KTM \| + 2 s \| \| 3e \| Arthur Vichot \| France \| FDJ \| + 3 s \| \| 4e \| Andrea Vendrame \| Italie \| Androni-Sidermec-Bottecchia \| + 6 s \| \| 5e \| Bryan Coquard \| France \| Direct Énergie \| + 9 s \| \| 6e \| Maxime Bouet \| France \| Fortuneo-Vital Concept \| + 9 s \| \| 7e \| Lilian Calmejane \| France \| Direct Énergie \| + 10 s \| \| 8e \| Roman Maikin \| Russie \| Gazprom-RusVelo \| + 10 s \| \| 9e \| Alex Kirsch \| Luxembourg \| WB-Veranclassic-Aqua Protect \| + 10 s \| \| 10e \| Clément Venturini \| France \| Cofidis, Solutions Crédits \| + 10 s \| |                   |            |                              |                 |
| |                   |            |                              |                 |
| |                   |            |                              |                 |
| Classement général |                   |            |                              |                 |
| Coureur | Coureur           | Pays       | Équipe                       | Temps           |
| 1er | Justin Jules      | France     | WB-Veranclassic-Aqua Protect | 4 h 15 min 33 s |
| 2e | Ángel Madrazo     | Espagne    | Delko-Marseille Provence-KTM | + 2 s           |
| 3e | Arthur Vichot     | France     | FDJ                          | + 3 s           |
| 4e | Andrea Vendrame   | Italie     | Androni-Sidermec-Bottecchia  | + 6 s           |
| 5e | Bryan Coquard     | France     | Direct Énergie               | + 9 s           |
| 6e | Maxime Bouet      | France     | Fortuneo-Vital Concept       | + 9 s           |
| 7e | Lilian Calmejane  | France     | Direct Énergie               | + 10 s          |
| 8e | Roman Maikin      | Russie     | Gazprom-RusVelo              | + 10 s          |
| 9e | Alex Kirsch       | Luxembourg | WB-Veranclassic-Aqua Protect | + 10 s          |
| 10e | Clément Venturini | France     | Cofidis, Solutions Crédits   | + 10 s          |

### 2eétape
| \| Classement de l'étape \| Classement de l'étape \| Classement de l'étape \| Classement de l'étape \| Classement de l'étape \| \| Coureur \| Coureur \| Pays \| Équipe \| Temps \| \| --------------------- \| --------------------- \| --------------------- \| ---------------------------- \| --------------------- \| \| 1er \| Bryan Coquard \| France \| Direct Énergie \| 2 h 19 min 55 s \| \| 2e \| Matteo Malucelli \| Italie \| Androni-Sidermec-Bottecchia \| + 0 s \| \| 3e \| Clément Venturini \| France \| Cofidis, Solutions Crédits \| + 0 s \| \| 4e \| Justin Jules \| France \| WB-Veranclassic-Aqua Protect \| + 0 s \| \| 5e \| Danilo Napolitano \| Italie \| Wanty-Groupe Gobert \| + 0 s \| \| 6e \| Michel Kreder \| Pays-Bas \| Aqua Blue Sport \| + 0 s \| \| 7e \| Raymond Kreder \| Pays-Bas \| Roompot-Nederlandse Loterij \| + 0 s \| \| 8e \| Benoît Jarrier \| France \| Fortuneo-Vital Concept \| + 0 s \| \| 9e \| Carlos Barbero \| Espagne \| Movistar Team \| + 0 s \| \| 10e \| Christophe Noppe \| Belgique \| Sport Vlaanderen-Baloise \| + 0 s \| |                   |          |                              |                 |
| |                   |          |                              |                 |
| |                   |          |                              |                 |
| Classement de l'étape |                   |          |                              |                 |
| Coureur | Coureur           | Pays     | Équipe                       | Temps           |
| 1er | Bryan Coquard     | France   | Direct Énergie               | 2 h 19 min 55 s |
| 2e | Matteo Malucelli  | Italie   | Androni-Sidermec-Bottecchia  | + 0 s           |
| 3e | Clément Venturini | France   | Cofidis, Solutions Crédits   | + 0 s           |
| 4e | Justin Jules      | France   | WB-Veranclassic-Aqua Protect | + 0 s           |
| 5e | Danilo Napolitano | Italie   | Wanty-Groupe Gobert          | + 0 s           |
| 6e | Michel Kreder     | Pays-Bas | Aqua Blue Sport              | + 0 s           |
| 7e | Raymond Kreder    | Pays-Bas | Roompot-Nederlandse Loterij  | + 0 s           |
| 8e | Benoît Jarrier    | France   | Fortuneo-Vital Concept       | + 0 s           |
| 9e | Carlos Barbero    | Espagne  | Movistar Team                | + 0 s           |
| 10e | Christophe Noppe  | Belgique | Sport Vlaanderen-Baloise     | + 0 s           |

| \| Classement général \| Classement général \| Classement général \| Classement général \| Classement général \| \| Coureur \| Coureur \| Pays \| Équipe \| Temps \| \| ------------------ \| ------------------ \| ------------------ \| ---------------------------- \| ------------------ \| \| 1er \| Justin Jules \| France \| WB-Veranclassic-Aqua Protect \| 6 h 35 min 28 s \| \| 2e \| Arthur Vichot \| France \| FDJ \| + 2 s \| \| 3e \| Ángel Madrazo \| Espagne \| Delko-Marseille Provence-KTM \| + 2 s \| \| 4e \| Bryan Coquard \| France \| Direct Énergie \| + 3 s \| \| 5e \| Andrea Vendrame \| Italie \| Androni-Sidermec-Bottecchia \| + 6 s \| \| 6e \| Clément Venturini \| France \| Cofidis, Solutions Crédits \| + 8 s \| \| 7e \| Maxime Bouet \| France \| Fortuneo-Vital Concept \| + 9 s \| \| 8e \| Roman Maikin \| Russie \| Gazprom-RusVelo \| + 10 s \| \| 9e \| Benoît Jarrier \| France \| Fortuneo-Vital Concept \| + 10 s \| \| 10e \| Michel Kreder \| Pays-Bas \| Aqua Blue Sport \| + 10 s \| |                   |          |                              |                 |
| |                   |          |                              |                 |
| |                   |          |                              |                 |
| Classement général |                   |          |                              |                 |
| Coureur | Coureur           | Pays     | Équipe                       | Temps           |
| 1er | Justin Jules      | France   | WB-Veranclassic-Aqua Protect | 6 h 35 min 28 s |
| 2e | Arthur Vichot     | France   | FDJ                          | + 2 s           |
| 3e | Ángel Madrazo     | Espagne  | Delko-Marseille Provence-KTM | + 2 s           |
| 4e | Bryan Coquard     | France   | Direct Énergie               | + 3 s           |
| 5e | Andrea Vendrame   | Italie   | Androni-Sidermec-Bottecchia  | + 6 s           |
| 6e | Clément Venturini | France   | Cofidis, Solutions Crédits   | + 8 s           |
| 7e | Maxime Bouet      | France   | Fortuneo-Vital Concept       | + 9 s           |
| 8e | Roman Maikin      | Russie   | Gazprom-RusVelo              | + 10 s          |
| 9e | Benoît Jarrier    | France   | Fortuneo-Vital Concept       | + 10 s          |
| 10e | Michel Kreder     | Pays-Bas | Aqua Blue Sport              | + 10 s          |

### 3eétape
| \| Classement de l'étape \| Classement de l'étape \| Classement de l'étape \| Classement de l'étape \| Classement de l'étape \| \| Coureur \| Coureur \| Pays \| Équipe \| Temps \| \| --------------------- \| --------------------- \| --------------------- \| ---------------------- \| --------------------- \| \| 1er \| Alex Dowsett \| Royaume-Uni \| Movistar Team \| 7 min 49 s \| \| 2e \| Jonathan Castroviejo \| Espagne \| Movistar Team \| + 8 s \| \| 3e \| Arthur Vichot \| France \| FDJ \| + 10 s \| \| 4e \| Daniele Bennati \| Italie \| Movistar Team \| + 10 s \| \| 5e \| Johan Le Bon \| France \| FDJ \| + 17 s \| \| 6e \| Marc Fournier \| France \| FDJ \| + 19 s \| \| 7e \| Lilian Calmejane \| France \| Direct Énergie \| + 19 s \| \| 8e \| Benoît Jarrier \| France \| Fortuneo-Vital Concept \| + 20 s \| \| 9e \| Ignatas Konovalovas \| Lituanie \| FDJ \| + 22 s \| \| 10e \| Arnaud Gérard \| France \| Fortuneo-Vital Concept \| + 22 s \| |                      |             |                        |            |
| |                      |             |                        |            |
| |                      |             |                        |            |
| Classement de l'étape |                      |             |                        |            |
| Coureur | Coureur              | Pays        | Équipe                 | Temps      |
| 1er | Alex Dowsett         | Royaume-Uni | Movistar Team          | 7 min 49 s |
| 2e | Jonathan Castroviejo | Espagne     | Movistar Team          | + 8 s      |
| 3e | Arthur Vichot        | France      | FDJ                    | + 10 s     |
| 4e | Daniele Bennati      | Italie      | Movistar Team          | + 10 s     |
| 5e | Johan Le Bon         | France      | FDJ                    | + 17 s     |
| 6e | Marc Fournier        | France      | FDJ                    | + 19 s     |
| 7e | Lilian Calmejane     | France      | Direct Énergie         | + 19 s     |
| 8e | Benoît Jarrier       | France      | Fortuneo-Vital Concept | + 20 s     |
| 9e | Ignatas Konovalovas  | Lituanie    | FDJ                    | + 22 s     |
| 10e | Arnaud Gérard        | France      | Fortuneo-Vital Concept | + 22 s     |

| \| Classement général \| Classement général \| Classement général \| Classement général \| Classement général \| \| Coureur \| Coureur \| Pays \| Équipe \| Temps \| \| ------------------ \| -------------------- \| ------------------ \| --------------------------- \| ------------------ \| \| 1er \| Alex Dowsett \| Royaume-Uni \| Movistar Team \| 6 h 43 min 27 s \| \| 2e \| Arthur Vichot \| France \| FDJ \| + 2 s \| \| 3e \| Jonathan Castroviejo \| Espagne \| Movistar Team \| + 8 s \| \| 4e \| Daniele Bennati \| Italie \| Movistar Team \| + 10 s \| \| 5e \| Lilian Calmejane \| France \| Direct Énergie \| + 19 s \| \| 6e \| Benoît Jarrier \| France \| Fortuneo-Vital Concept \| + 20 s \| \| 7e \| Ignatas Konovalovas \| Lituanie \| FDJ \| + 22 s \| \| 8e \| Oscar Riesebeek \| Pays-Bas \| Roompot-Nederlandse Loterij \| + 23 s \| \| 9e \| Bryan Coquard \| France \| Direct Énergie \| + 24 s \| \| 10e \| Julien Simon \| France \| Cofidis, Solutions Crédits \| + 25 s \| |                      |             |                             |                 |
| |                      |             |                             |                 |
| |                      |             |                             |                 |
| Classement général |                      |             |                             |                 |
| Coureur | Coureur              | Pays        | Équipe                      | Temps           |
| 1er | Alex Dowsett         | Royaume-Uni | Movistar Team               | 6 h 43 min 27 s |
| 2e | Arthur Vichot        | France      | FDJ                         | + 2 s           |
| 3e | Jonathan Castroviejo | Espagne     | Movistar Team               | + 8 s           |
| 4e | Daniele Bennati      | Italie      | Movistar Team               | + 10 s          |
| 5e | Lilian Calmejane     | France      | Direct Énergie              | + 19 s          |
| 6e | Benoît Jarrier       | France      | Fortuneo-Vital Concept      | + 20 s          |
| 7e | Ignatas Konovalovas  | Lituanie    | FDJ                         | + 22 s          |
| 8e | Oscar Riesebeek      | Pays-Bas    | Roompot-Nederlandse Loterij | + 23 s          |
| 9e | Bryan Coquard        | France      | Direct Énergie              | + 24 s          |
| 10e | Julien Simon         | France      | Cofidis, Solutions Crédits  | + 25 s          |

### 4eétape
| \| Classement de l'étape \| Classement de l'étape \| Classement de l'étape \| Classement de l'étape \| Classement de l'étape \| \| Coureur \| Coureur \| Pays \| Équipe \| Temps \| \| --------------------- \| --------------------- \| --------------------- \| ---------------------------- \| --------------------- \| \| 1er \| Lilian Calmejane \| France \| Direct Énergie \| 5 h 27 min 27 s \| \| 2e \| Julien Simon \| France \| Cofidis, Solutions Crédits \| + 14 s \| \| 3e \| Jetse Bol \| Pays-Bas \| Manzana Postobón \| + 14 s \| \| 4e \| Jonathan Castroviejo \| Espagne \| Movistar Team \| + 14 s \| \| 5e \| Xandro Meurisse \| Belgique \| Wanty-Groupe Gobert \| + 14 s \| \| 6e \| Arthur Vichot \| France \| FDJ \| + 14 s \| \| 7e \| Oscar Riesebeek \| Pays-Bas \| Roompot-Nederlandse Loterij \| + 43 s \| \| 8e \| Wilmar Paredes \| Colombie \| Manzana Postobón \| + 43 s \| \| 9e \| Mauro Finetto \| Italie \| Delko-Marseille Provence-KTM \| + 43 s \| \| 10e \| Romain Combaud \| France \| Delko-Marseille Provence-KTM \| + 43 s \| |                      |          |                              |                 |
| |                      |          |                              |                 |
| |                      |          |                              |                 |
| Classement de l'étape |                      |          |                              |                 |
| Coureur | Coureur              | Pays     | Équipe                       | Temps           |
| 1er | Lilian Calmejane     | France   | Direct Énergie               | 5 h 27 min 27 s |
| 2e | Julien Simon         | France   | Cofidis, Solutions Crédits   | + 14 s          |
| 3e | Jetse Bol            | Pays-Bas | Manzana Postobón             | + 14 s          |
| 4e | Jonathan Castroviejo | Espagne  | Movistar Team                | + 14 s          |
| 5e | Xandro Meurisse      | Belgique | Wanty-Groupe Gobert          | + 14 s          |
| 6e | Arthur Vichot        | France   | FDJ                          | + 14 s          |
| 7e | Oscar Riesebeek      | Pays-Bas | Roompot-Nederlandse Loterij  | + 43 s          |
| 8e | Wilmar Paredes       | Colombie | Manzana Postobón             | + 43 s          |
| 9e | Mauro Finetto        | Italie   | Delko-Marseille Provence-KTM | + 43 s          |
| 10e | Romain Combaud       | France   | Delko-Marseille Provence-KTM | + 43 s          |

| \| Classement général \| Classement général \| Classement général \| Classement général \| Classement général \| \| Coureur \| Coureur \| Pays \| Équipe \| Temps \| \| ------------------ \| -------------------- \| ------------------ \| --------------------------- \| ------------------ \| \| 1er \| Lilian Calmejane \| France \| Direct Énergie \| 12 h 11 min 03 s \| \| 2e \| Arthur Vichot \| France \| FDJ \| + 7 s \| \| 3e \| Jonathan Castroviejo \| Espagne \| Movistar Team \| + 13 s \| \| 4e \| Julien Simon \| France \| Cofidis, Solutions Crédits \| + 24 s \| \| 5e \| Daniele Bennati \| Italie \| Movistar Team \| + 44 s \| \| 6e \| Xandro Meurisse \| Belgique \| Wanty-Groupe Gobert \| + 45 s \| \| 7e \| Jetse Bol \| Pays-Bas \| Manzana Postobón \| + 45 s \| \| 8e \| Benoît Jarrier \| France \| Fortuneo-Vital Concept \| + 54 s \| \| 9e \| Oscar Riesebeek \| Pays-Bas \| Roompot-Nederlandse Loterij \| + 57 s \| \| 10e \| Martijn Tusveld \| Pays-Bas \| Roompot-Nederlandse Loterij \| + 59 s \| |                      |          |                             |                  |
| |                      |          |                             |                  |
| |                      |          |                             |                  |
| Classement général |                      |          |                             |                  |
| Coureur | Coureur              | Pays     | Équipe                      | Temps            |
| 1er | Lilian Calmejane     | France   | Direct Énergie              | 12 h 11 min 03 s |
| 2e | Arthur Vichot        | France   | FDJ                         | + 7 s            |
| 3e | Jonathan Castroviejo | Espagne  | Movistar Team               | + 13 s           |
| 4e | Julien Simon         | France   | Cofidis, Solutions Crédits  | + 24 s           |
| 5e | Daniele Bennati      | Italie   | Movistar Team               | + 44 s           |
| 6e | Xandro Meurisse      | Belgique | Wanty-Groupe Gobert         | + 45 s           |
| 7e | Jetse Bol            | Pays-Bas | Manzana Postobón            | + 45 s           |
| 8e | Benoît Jarrier       | France   | Fortuneo-Vital Concept      | + 54 s           |
| 9e | Oscar Riesebeek      | Pays-Bas | Roompot-Nederlandse Loterij | + 57 s           |
| 10e | Martijn Tusveld      | Pays-Bas | Roompot-Nederlandse Loterij | + 59 s           |

### 5eétape
| \| Classement de l'étape \| Classement de l'étape \| Classement de l'étape \| Classement de l'étape \| Classement de l'étape \| \| Coureur \| Coureur \| Pays \| Équipe \| Temps \| \| --------------------- \| --------------------- \| --------------------- \| ---------------------------- \| --------------------- \| \| 1er \| Bryan Coquard \| France \| Direct Énergie \| 4 h 33 min 31 s \| \| 2e \| Clément Venturini \| France \| Cofidis, Solutions Crédits \| + 0 s \| \| 3e \| Daniele Bennati \| Italie \| Movistar Team \| + 0 s \| \| 4e \| Raymond Kreder \| Pays-Bas \| Roompot-Nederlandse Loterij \| + 0 s \| \| 5e \| Justin Jules \| France \| WB-Veranclassic-Aqua Protect \| + 0 s \| \| 6e \| Marco Benfatto \| Italie \| Androni-Sidermec-Bottecchia \| + 0 s \| \| 7e \| Arthur Vichot \| France \| FDJ \| + 0 s \| \| 8e \| Julien Simon \| France \| Cofidis, Solutions Crédits \| + 0 s \| \| 9e \| Lilian Calmejane \| France \| Direct Énergie \| + 0 s \| \| 10e \| Michel Kreder \| Pays-Bas \| Aqua Blue Sport \| + 0 s \| |                   |          |                              |                 |
| |                   |          |                              |                 |
| |                   |          |                              |                 |
| Classement de l'étape |                   |          |                              |                 |
| Coureur | Coureur           | Pays     | Équipe                       | Temps           |
| 1er | Bryan Coquard     | France   | Direct Énergie               | 4 h 33 min 31 s |
| 2e | Clément Venturini | France   | Cofidis, Solutions Crédits   | + 0 s           |
| 3e | Daniele Bennati   | Italie   | Movistar Team                | + 0 s           |
| 4e | Raymond Kreder    | Pays-Bas | Roompot-Nederlandse Loterij  | + 0 s           |
| 5e | Justin Jules      | France   | WB-Veranclassic-Aqua Protect | + 0 s           |
| 6e | Marco Benfatto    | Italie   | Androni-Sidermec-Bottecchia  | + 0 s           |
| 7e | Arthur Vichot     | France   | FDJ                          | + 0 s           |
| 8e | Julien Simon      | France   | Cofidis, Solutions Crédits   | + 0 s           |
| 9e | Lilian Calmejane  | France   | Direct Énergie               | + 0 s           |
| 10e | Michel Kreder     | Pays-Bas | Aqua Blue Sport              | + 0 s           |

## Classements finals

### Classement général final
.
| \| Classement général \| Classement général \| Classement général \| Classement général \| Classement général \| \| Coureur \| Coureur \| Pays \| Équipe \| Temps \| \| ------------------ \| -------------------- \| ------------------ \| --------------------------- \| ------------------ \| \| 1er \| Lilian Calmejane \| France \| Direct Énergie \| 16 h 44 min 34 s \| \| 2e \| Arthur Vichot \| France \| FDJ \| + 3 s \| \| 3e \| Jonathan Castroviejo \| Espagne \| Movistar Team \| + 13 s \| \| 4e \| Julien Simon \| France \| Cofidis, Solutions Crédits \| + 24 s \| \| 5e \| Daniele Bennati \| Italie \| Movistar Team \| + 40 s \| \| 6e \| Xandro Meurisse \| Belgique \| Wanty-Groupe Gobert \| + 44 s \| \| 7e \| Jetse Bol \| Pays-Bas \| Manzana Postobón \| + 45 s \| \| 8e \| Benoît Jarrier \| France \| Fortuneo-Vital Concept \| + 54 s \| \| 9e \| Oscar Riesebeek \| Pays-Bas \| Roompot-Nederlandse Loterij \| + 57 s \| \| 10e \| Martijn Tusveld \| Pays-Bas \| Roompot-Nederlandse Loterij \| + 59 s \| |                      |          |                             |                  |
| |                      |          |                             |                  |
| Sources : ProCyclingStats Cycling Quotient |                      |          |                             |                  |
| Classement général |                      |          |                             |                  |
| Coureur | Coureur              | Pays     | Équipe                      | Temps            |
| 1er | Lilian Calmejane     | France   | Direct Énergie              | 16 h 44 min 34 s |
| 2e | Arthur Vichot        | France   | FDJ                         | + 3 s            |
| 3e | Jonathan Castroviejo | Espagne  | Movistar Team               | + 13 s           |
| 4e | Julien Simon         | France   | Cofidis, Solutions Crédits  | + 24 s           |
| 5e | Daniele Bennati      | Italie   | Movistar Team               | + 40 s           |
| 6e | Xandro Meurisse      | Belgique | Wanty-Groupe Gobert         | + 44 s           |
| 7e | Jetse Bol            | Pays-Bas | Manzana Postobón            | + 45 s           |
| 8e | Benoît Jarrier       | France   | Fortuneo-Vital Concept      | + 54 s           |
| 9e | Oscar Riesebeek      | Pays-Bas | Roompot-Nederlandse Loterij | + 57 s           |
| 10e | Martijn Tusveld      | Pays-Bas | Roompot-Nederlandse Loterij | + 59 s           |

### Classements annexes

#### Classement par points
| Classement par points | Classement par points | Classement par points | Classement par points        | Classement par points |
| Coureur               | Coureur               | Pays                  | Équipe                       | Points                |
| --------------------- | --------------------- | --------------------- | ---------------------------- | --------------------- |
| 1er                   | Bryan Coquard         | France                | Direct Énergie               | 64 pts                |
| 2e                    | Arthur Vichot         | France                | FDJ                          | 55 pts                |
| 3e                    | Justin Jules          | France                | WB-Veranclassic-Aqua Protect | 51 pts                |
| 4e                    | Lilian Calmejane      | France                | Direct Énergie               | 50 pts                |
| 5e                    | Clément Venturini     | France                | Cofidis, Solutions Crédits   | 45 pts                |
| 6e                    | Julien Simon          | France                | Cofidis, Solutions Crédits   | 34 pts                |
| 7e                    | Daniele Bennati       | Italie                | Movistar Team                | 28 pts                |
| 8e                    | Jonathan Castroviejo  | Espagne               | Movistar Team                | 25 pts                |
| 9e                    | Raymond Kreder        | Pays-Bas              | Roompot-Nederlandse Loterij  | 23 pts                |
| 10e                   | Roman Maikin          | Russie                | Gazprom-RusVelo              | 20 pts                |

#### Classement par équipes
| Classement par équipes | Classement par équipes       | Classement par équipes | Classement par équipes |
| Équipe                 | Équipe                       | Pays                   | Temps                  |
| ---------------------- | ---------------------------- | ---------------------- | ---------------------- |
| 1re                    | Movistar Team                | Espagne                | 50 h 18 min 42 s       |
| 2e                     | AG2R La Mondiale             | France                 | + 29 s                 |
| 3e                     | WB-Veranclassic-Aqua Protect | Belgique               | + 1 min 06 s           |
| 4e                     | Fortuneo-Vital Concept       | France                 | + 1 min 21 s           |
| 5e                     | Roompot-Nederlandse Loterij  | Pays-Bas               | + 1 min 31 s           |
| 6e                     | Manzana Postobón             | Colombie               | + 2 min 00 s           |
| 7e                     | Delko Marseille Provence KTM | France                 | + 2 min 12 s           |
| 8e                     | Direct Énergie               | France                 | + 3 min 03 s           |
| 9e                     | Sport Vlaanderen-Baloise     | Belgique               | + 3 min 59 s           |
| 10e                    | FDJ                          | France                 | + 4 min 46 s           |